# NGC 2624
NGC 2624 ist eine leuchtstarke Spiralgalaxie mit aktivem Galaxienkern vom Hubble-Typ S im Sternbild Krebs auf der Ekliptik. Sie ist schätzungsweise 181 Millionen Lichtjahre von der Milchstraße entfernt und hat einen Durchmesser von etwa 30.000 Lichtjahren.

Im selben Himmelsareal befinden sich u. a. die Galaxien NGC 2625, NGC 2637, IC 2388, IC 2390.
Das Objekt wurde am 30. Oktober 1864 von Albert Marth entdeckt.